# Бернар Міньйо
Бернар Міньйо (нар. 3 грудня 1948) — колишній бельгійський тенісист.
Найвищу одиночну позицію світового рейтингу — 73 місце досяг 23 серпня 1973 року.
Здобув 1 одиночний титул.
Найвищим досягненням на турнірах Великого шолома було 4 коло в одиночному розряді.

## Фінали Гран-прі за кар'єру

### Одиночний розряд: 1 (1–0)
| Результат | W/L | Дата     | Турнір                         | Покриття | Суперник      | Рахунок            |
| --------- | --- | -------- | ------------------------------ | -------- | ------------- | ------------------ |
| Перемога  | 1–0 | Лип 1974 | Дюссельдорф, Західна Німеччина | Ґрунт    | Їржі Гржебець | 6–1, 6–0, 0–6, 6–4 |

### Парний розряд: 1 (0–1)
| Результат | W/L | Дата | Турнір            | Покриття | Партнер          | Суперники             | Рахунок        |
| --------- | --- | ---- | ----------------- | -------- | ---------------- | --------------------- | -------------- |
| Поразка   | 0–1 | 1973 | Валенсія, Іспанія | Ґрунт    | Патрік Гомберґен | Майк Естеп Йон Ціріак | 4–6, 6–1, 8–10 |